# Mozes Jacobs
Mozes Jacobs (Amsterdam, 26 november 1905 - Sobibór, 9 juli 1943) was een Nederlands gymnast. Hij nam eenmaal deel aan de Olympische Spelen, maar won bij die gelegenheid geen medailles.
Jacobs, die van joodse komaf was, was lid van de Amsterdamse turnvereniging BATO. Hij maakte in 1928 deel uit van de olympische ploeg die als team een achtste plek behaalde op de Olympische Zomerspelen van Amsterdam. Andere teamleden waren Elias Melkman, Pieter Johan van Dam, Israel Wijnschenk, Willibrordus Bernardus Pouw, Klaas Boot sr., Jacobus Ferdinand van der Vinden en Hugo Georg Licher.
| onderdeel              | positie | score     |
| ---------------------- | ------- | --------- |
| brug                   | 55e     | 42,00     |
| paard voltige          | 21e     | 51,25     |
| rekstok                | 85e     | 25,75     |
| ringen                 | 45e     | 46,00     |
| sprong                 | 49e     | 25,00     |
| meerkamp (individueel) | 60e     | 190,00    |
| meerkamp (team)        | 8e      | 1.364.875 |

Jacobs kwam in de Tweede Wereldoorlog om in concentratiekamp Sobibór.